# بريت كولينز
بريت كولينز (بالإنجليزية: Brett Collins) هو لاعب كرة قدم أمريكية أمريكي، ولد في 8 أكتوبر 1968 في شيريدان في الولايات المتحدة.